# Марлен Аренс
Марлен Аренс (ісп. Marlene Ahrens; 27 липня 1933, Консепсьйон — 17 червня 2020) — чилійська легкоатлетка, призерка Олімпійських ігор у метанні списа.

## Біографічні дані
У другій половині 1950-х років і на початку 1960-х Марлен Аренс була найкращою метальницею списа серед спортсменок Південної Америки.
На Олімпійських іграх 1956 у п'ятій спробі Марлен Аренс встановила особистий рекорд, метнувши спис на позначку 50,38 м, і завоювала срібну медаль, лише на 10 см випередивши Надію Коняєву (СРСР), яка зайняла третє місце.
На Панамериканських іграх 1959 року Аренс стала чемпіонкою з результатом 45,38 м.
На Олімпійських іграх 1960 Марлен Аренс показала 47,53 м і зайняла дванадцяте місце.
На Панамериканських іграх 1963 року Аренс вдруге стала чемпіонкою з результатом 49,93 м.